# 미국 남부 문학
미국 남부 문학은 미국의 남부 주에 관한 미국 문학 또는 그 지역 출신의 작가들이 쓴 글들이다. 미국 남부 문학의 특징은 다음과 같다. 문학 작품들이 미국 남부 역사와 가족의 중요성과 공동체 의식과 공동체 안에서 한 사람의 역할과 그 지역의 지배적인 종교(개신교)와 종교가 자주 가져오는 마음의 부담이나 보상과 인종 간의 갈등과 땅과 그것이 가져오는 약속과 사회 계층 의식과 미국 남부 사투리의 사용에 초점을 맞추고 있다는 것이다.

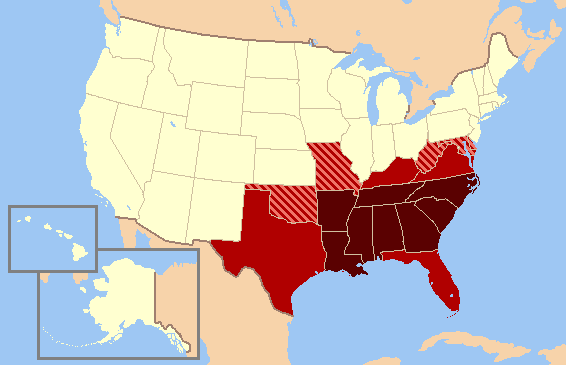
현대 정의 짙은 빨강색으로 칠해진 주들이 남부에 대한 현대적 정의에 항상 포함되는 지역이며, 반면에 그보다 옅은 빨강색으로 칠해진 주들은 일반적으로 포함되는 지역이다. 줄이 그어진 주들은 때때로/자주 남부로 간주되는 지역이다.

## 남부 문학의 개요
단순하게 말해서 미국 남부 문학은 지리적인 이유 만큼이나 역사적인 이유로 미국 남부로 분류된 미국의 주들 즉 사우스캐롤라이나주, 조지아주, 플로리다주, 앨라배마주, 노스캐롤라이나주, 버지니아주, 테네시주, 미시시피주, 루이지애나주, 텍사스주, 오클라호마주, 켄터키주, 웨스트버지니아주, 아칸소주 지역에 대한 글쓰기로 구성되어 있다. 남북전쟁 이전에는 미국 남부에 미주리주, 메릴랜드주, 델라웨어주가 포함되어 있었다.

## 같이 보기
- 남부 고딕물